# Marquesado de las Claras
El marquesado de las Claras es un título nobiliario español concedido, durante la minoría de edad del rey Alfonso XIII, por la reina regente María Cristina de Habsburgo-Lorena el 22 de abril de 1887 a Fernando Fernández Umpierre, vecino de Puerto Rico.

## Marqueses de las Claras
- Fernando Fernández Umpierre (1839-1898), I marqués de las Claras.

1. Casó con Manuela Muñoz y Gómez. Le sucedió, en 1898, su hija:

- Manuela Fernández y Muñoz († en 1903), II marquesa de las Claras.

1. Casó con Francisco Elzaburu y Vizcarrondo. Le sucedió, en 1903, su hijo:

- Fernando de Elzaburu y Fernández († en 1941), III marqués de las Claras.

1. Casó con Sally Abell. Sin descendientes. Le sucedió, en 1950, su hermano:

- Alberto de Elzaburu y Fernández (1901-1993), IV marqués de las Claras, III marqués de la Esperanza.

1. Casó con María de las Mercedes Márquez y Castillejo, hija de los VIII marqueses de Montefuerte y VII condes del Paraíso. Le sucedió, en 1974, su hijo:

- Fernando de Elzaburu y Márquez (1926-2000), V marqués de las Claras, marqués de la Esperanza.

1. Casó con Bárbara Pérez de Guzmán y Careaga, hija de los V marqueses de Lede. Le sucedió, en 2001, su hija:

- Begoña de Elzaburu y Pérez de Guzmán (n. en 1970), VI marquesa de las Claras.

1. Casó con Jean François Denizot, hijo de Michel Denizot, y de María Cristina de Borbón-Dos Sicilias.